# Sebastiaan Bornauw
Sebastiaan Bornauw (ur. 22 marca 1999 w Wemmel) – belgijski piłkarz występujący na pozycji obrońcy w niemieckim klubie VfL Wolfsburg oraz w reprezentacji Belgii.

## Kariera klubowa
Swoją karierę piłkarską Bornauw rozpoczął w RSC Anderlecht. W 2018 roku awansował do pierwszego zespołu Anderlechtu. 28 lipca 2018 zadebiutował w nim w pierwszej lidze belgijskiej w wygranym 4:1 wyjazdowym meczu z KV Kortrijk. Z kolei 27 grudnia 2018 w wygranym 3:0 domowym meczu z Waasland-Beveren strzelił swoją premierową bramkę w lidze. 6 sierpnia 2019 roku Bornauw podpisał kontrakt z niemieckim 1. FC Köln, które zapłaciło za niego kwotę 4 milionów euro. 23 sierpnia 2019 zadebiutował w Bundeslidze w przegranym 1:3 domowym meczu z Borussią Dortmund. Z kolei 20 października 2019 w domowym meczu z SC Paderborn 07 (3:0) strzelił pierwszą bramkę w Bundeslidze.

## Kariera reprezentacyjna
Bornauw występował w młodzieżowych reprezentacjach Belgii: U-16, U-17, U-18, U-19 i U-21. W 2016 roku zagrał z kadrą U-17 na Mistrzostwach Europy U-17. Z Belgią dotarł do ćwierćfinału. Z kolei w 2019 roku był członkiem kadry U-21 na Mistrzostwach Europy U-21. Strzelił na nich jednego gola, w przegranym 1:2 meczu z Hiszpanią. 8 października 2020 Bornauw zadebiutował w reprezentacji Belgii w zremisowanym 1:1 towarzyskim meczu z Wybrzeżem Kości Słoniowej, rozegranym w Brukseli. W 77. minucie tego meczu zmienił Zinho Vanheusdena.

## Statystyki kariery klubowej
| Sezon   | Klub           | Kraj   | Rozgrywki       | Mecze | Gole |
| ------- | -------------- | ------ | --------------- | ----- | ---- |
| 2018/19 | RSC Anderlecht | Belgia | Eerste klasse A | 23    | 1    |
| 2019/20 | RSC Anderlecht | Belgia | Eerste klasse A | 1     | 0    |
| 2019/20 | 1. FC Köln     | Niemcy | Bundesliga      | 28    | 6    |
| 2020/21 | 1. FC Köln     | Niemcy | Bundesliga      | 24    | 1    |
| 2021/22 | VfL Wolfsburg  | Niemcy | Bundesliga      | 0     | 0    |